# Parafia Matki Bożej Różańcowej w Sumowie
Parafia Matki Bożej Różańcowej w Sumowie – parafia rzymskokatolicka, znajdująca się w diecezji toruńskiej, w dekanacie Brodnica. 